# Briefmarken-Jahrgang 1991 der Deutschen Bundespost
Der Briefmarken-Jahrgang 1991 der Deutschen Bundespost umfasste 84 Sondermarken, fünf dieser Marken waren nur in Form von insgesamt vier Briefmarkenblocks erhältlich. Die Dauermarkenserien Frauen der deutschen Geschichte und Sehenswürdigkeiten wurden in diesem Jahr mit vier bzw. sechs Marken fortgesetzt.
Alle seit dem 1. Januar 1969 ausgegebenen Briefmarken waren unbeschränkt frankaturgültig, es gab kein Ablaufdatum wie in den vorhergehenden Jahren mehr.
Durch die Einführung des Euro als europäische Gemeinschaftswährung zum 1. Januar 2002 wurde diese Regelung hinfällig.
Die Briefmarken dieses Jahrganges konnten allerdings bis zum 30. Juni 2002 genutzt werden. Ein Umtausch war noch bis zum 30. September in den Filialen der Deutschen Post möglich, danach bis zum 30. Juni 2003 zentral in der Niederlassung Philatelie der Deutschen Post AG in Frankfurt.

## Besonderheiten
Gut ein Jahr nach der Wiedervereinigung, ab 1. September 1991 erhielt jeder Haushalt in den neuen Bundesländern kostenlos ein Geschenkheftchen mit 10 Briefmarken mit dem Bildnis von Therese Giehse (Erstausgabe: 10. November 1988). Das Geschenkheftchen hatte die Aufschrift »Briefmarken für Sie«; darunter war eine Art Geschenkband mit Schleife in den Farben schwarz-rot-gold gedruckt, gefolgt von den fünf Landeswappen. Die Briefmarken wurden aus normalen Schalterbogen, im Format 5 waagrecht × 2 senkrecht, entnommen und kamen mit dem linken oder rechten Bogenrand (teils auch mit Bogenlaufnummer) vor. Insgesamt wurden 10 Millionen Geschenkheftchen hergestellt; der Rest wurde später an den Postschaltern und über die Versandstelle zum Nennwert von 10,00 DM verkauft. Diese Verteilaktion sollte die Bürger in den neuen Bundesländern entlasten, da es sich gezeigt hatte, dass die portomäßige Fortführung der deutschen Teilung (zum Beispiel betrug das Porto für Standardbriefe in den alten Bundesländern 1 DM, in den neuen Bundesländern 50 Pfennig) zu massenhaftem Missbrauch führte, der zwar verboten war; dieses Verbot konnte jedoch nicht durchgesetzt werden. Daher wurden die Portosätze weit früher als vorgesehen auf das in den alten Bundesländern übliche Niveau angehoben.
Eine weitere Besonderheit stellt die Menge an verausgabten Marken dar, die es so weder vorher noch nachher gab. Ein kleiner Teil ist dabei auf die unterschiedlichen Portosätze in den alten und den neuen Bundesländern zurückzuführen, außerdem muss berücksichtigt werden, dass durch den Entfall eigener Berliner Markenausgaben die Zuschlagmarken „für die Jugend“, „für den Sport“, „für die Wohlfahrtspflege“ und die „Weihnachtsmarken“ als gesamtdeutsche Ausgabe in der ursprünglich für „Bund“ und „Berlin“ geplanten Markenzahl ausgegeben wurden (z. B. acht Jugendmarken statt zwei Ausgaben zu je vier Marken). Den größeren Anteil an der unüblichen hohen Zahl von Sondermarken war jedoch dem Umstand geschuldet, dass seitens der DDR Zusagen über die Ausgabe von Briefmarken zu bestimmten Anlässen gemacht worden waren, die auch nach der Wiedervereinigung eingehalten werden sollten; dabei sollte aber die Planung der „alten“ Bundesrepublik nicht oder zumindest nicht nennenswert eingeschränkt werden.

## Liste der Ausgaben und Motive
Legende
- Bild: Eine bearbeitete Abbildung der genannten Marke. Das Verhältnis der Größe der Briefmarken zueinander ist in diesem Artikel annähernd maßstabsgerecht dargestellt. Sollten keine Marken abgebildet sein, liegt es daran, dass das Urheberrecht des Künstlers noch nicht erloschen ist.
- Beschreibung: Eine Kurzbeschreibung des Motivs und/oder des Ausgabegrundes. Bei ausgegebenen Serien oder Blocks werden die zusammengehörigen Beschreibungen mit einer Markierung versehen eingerückt.
- Wert: Der Frankaturwert der einzelnen Marke in Pfennig. Ein „+“ bedeutet, dass es sich um eine Zuschlagsmarke handelt (= Frankaturwert + Spende).
- Ausgabedatum: Das Datum des erstmaligen Verkaufs dieser Briefmarke.
- Auflage: Soweit bekannt, wird hier die zum Verkauf angebotene Anzahl dieser Ausgabe angegeben.
- Entwurf: Soweit bekannt, wird hier angegeben, von wem der Entwurf dieser Marke stammt.
- Mi.-Nr.: Diese Briefmarke wird im Michel-Katalog unter der entsprechenden Nummer gelistet.

| Sondermarken | |                  |                       |             |                                  |               |
| Bild         | Beschreibung | Werte in Pfennig | Ausgabe- datum (1991) | Auflage     | Entwurf                          | MiNr.         |
|              | 750 Jahre Beruf des Apothekers Miniatur aus einem französischen Kodex aus dem 13. Jahrhundert                                                                                      | 100              | 8. Januar             | 30.000.000  | Bruno K. Wiese                   | 1490          |
|              | 750 Jahre Hannover stilisierte Stadtansicht | 60               | 8. Januar             | 30.000.000  | Peter Steiner                    | 1491          |
|              | 200 Jahre Brandenburger Tor | 100              | 8. Januar             | 30.000.000  | Antonia Graschberger             | 1492          |
|              | 100. Geburtstag von Erich Buchholz (1891–1972) Holzreliefplatte Drei Goldkreise mit Vollkreis blau                                                                                 | 60               | 8. Januar             | 30.000.000  | Sigrid Denkhaus                  | 1493          |
|              | 100. Geburtstag von Walter Eucken (1891–1950) | 100              | 8. Januar             | 30.000.000  | Hans Günter Schmitz              | 1494          |
|              | Internationale Tourismus-Börse Berlin (ITB) | 100              | 8. Januar             | 32.275.000  | Bernd Görs                       | 1495          |
|              | Briefmarkenblock – Weltmeisterschaften im Bobsport Zweierbob | 100              | 8. Januar             | 14.452.000  | Lothar Grünewald                 | Block 23 1496 |
|              | Für den Sport verschiedene sportliche Anlässe - Weltmeisterschaften im Gewichtheben, Donaueschingen                                                                                | 70+30            | 14. Februar           | 3.832.000   | Karin Blume-Zander               | 1499          |
|              | - Bahn- und Straßen-Radweltmeisterschaften, Stuttgart | 100+50           | 14. Februar           | 3.975.000   | Karin Blume-Zander               | 1500          |
|              | - 100 Jahre Basketball | 140+60           | 14. Februar           | 3.767.000   | Karin Blume-Zander               | 1501          |
|              | - Europameisterschaften im Freistilringen, Stuttgart | 170+80           | 14. Februar           | 3.781.000   | Karin Blume-Zander               | 1502          |
|              | 400. Geburtstag von Friedrich Spee von Langenfeld (1591–1635) Porträt vor dem Titel seiner Schrift Cautio criminalis und Noten seiner Liederschrift Trutz-Nachtigall               | 100              | 14. Februar           | 32.895.000  | Antonia Graschberger             | 1503          |
|              | 400. Geburtstag von Jan von Werth (1591–1652) Reitergeneral auf seinem Pferd | 60               | 12. März              | 32.600.000  | Elisabeth von Janota-Bzowski     | 1504          |
|              | Natur- und Umweltschutz, Rennsteiggarten Oberhof - Schweizer Mannsschild Androsace helvetica                                                                                       | 30               | 12. März              | 29.140.000  | Hannelore Heise                  | 1505          |
|              | - Wulfens Primel Primula wulfeniana | 50               | 12. März              | 29.310.000  | Hannelore Heise                  | 1506          |
|              | - Sommerenzian Gentiana acaulis | 80               | 12. März              | 20.000.000  | Hannelore Heise                  | 1507          |
|              | - Preiselbeere Vaccinium vitis-idaea | 100              | 12. März              | 31.840.000  | Hannelore Heise                  | 1508          |
|              | - Alpen-Edelweiß Leontopodium alpinum | 350              | 12. März              | 19.570.000  | Hannelore Heise                  | 1509          |
|              | 100. Todestag von Ludwig Windthorst (1812–1891) | 100              | 12. März              | 32.600.000  | Gerd Aretz                       | 1510          |
|              | 750. Jahrestag der Schlacht bei Liegnitz Aufeinandertreffen der deutsch-polnischen und mongolischen Heere, Miniatur aus dem Schlackenwerther Codex; Gemeinschaftsausgabe mit Polen | 100              | 9. April              | 31.250.000  | Fritz Lüdtke                     | 1511          |
|              | Für die Jugend, gefährdete Schmetterlinge - Alpen-Gelbling Colias phicomone | 30+15            | 9. April              | 3.873.000   | Heinz Schillinger                | 1512          |
|              | - Großer Eisvogel Limenitis populi | 50+25            | 9. April              | 3.791.000   | Heinz Schillinger                | 1513          |
|              | - Großer Schillerfalter Apatura iris | 60+30            | 9. April              | 3.889.000   | Heinz Schillinger                | 1514          |
|              | - Blauschillernder Feuerfalter Lycaena helle | 70+30            | 9. April              | 3.805.000   | Heinz Schillinger                | 1515          |
|              | - Schwalbenschwanz (Schmetterling) Papilio machaon | 80+35            | 9. April              | 3.803.000   | Heinz Schillinger                | 1516          |
|              | - Roter Apollo Parnassius apollo | 90+45            | 9. April              | 3.745.000   | Heinz Schillinger                | 1517          |
|              | - Hochmoorgelbling Colias palaeno | 100+50           | 9. April              | 3.919.000   | Heinz Schillinger                | 1518          |
|              | - Großer Feuerfalter Lycaena dispar | 140+60           | 9. April              | 3.744.000   | Heinz Schillinger                | 1519          |
|              | 200 Jahre Sing-Akademie zu Berlin Gebäude der Sing-Akademie, um 1830 | 100              | 9. April              | 31.250.000  | Fritz-Dieter Rothacker           | 1520          |
|              | 125 Jahre Lette-Verein Setzerinnenschule des Vereins | 100              | 9. April              | 31.250.000  | Bernd Görs                       | 1521          |
|              | historische Luftpostbeförderung - Junkers F 13, 1930 | 30               | 9. April              | 31.390.000  | Jochen Bertholdt                 | 1522          |
|              | - Grade II Eindecker von Hans Grade, 1909 | 50               | 9. April              | 30.145.000  | Jochen Berthold                  | 1523          |
|              | - Fokker F.III, 1922 | 100              | 9. April              | 30.000.000  | Jochen Bertholdt                 | 1524          |
|              | - Luftschiff LZ 127, 1928 | 165              | 9. April              | 20.310.000  | Jochen Bertholdt                 | 1525          |
|              | Europamarken, Europäische Weltraumfahrt - Europäischer Erdbeobachtungssatellit ERS-1                                                                                               | 60               | 2. Mai                | unbekannt   | Fritz Lüdtke                     | 1526          |
|              | - Deutscher Fernmeldesatellit Kopernikus | 100              | 2. Mai                | unbekannt   | Fritz Lüdtke                     | 1527          |
|              | 700 Jahre Stadtrechte Wappen der Städte Mayen, Welschbillig, Bernkastel, Montabaur, Wittlich und Saarburg                                                                          | 60               | 2. Mai                | 30.025.000  | Bruno K. Wiese                   | 1528          |
|              | 75. Todestag Max Reger (1873–1916) Porträt Regers vor Orgelpfeifen | 100              | 2. Mai                | 30.978.000  | Ernst Jünger                     | 1529          |
|              | Start des Hochgeschwindigkeitsverkehrs der Deutschen Bundesbahn ICE | 60               | 2. Mai                | 32.000.000  | Sibylle und Fritz Haase          | 1530          |
|              | 150. Geburtstag von Paul Wallot (1841–1912) Porträt des Architekten vor einem seiner Bauwerke, dem Reichstagsgebäude                                                               | 100              | 4. Juni               | 31.360.000  | Bernd Görs                       | 1536          |
|              | Weltgaskongress in Berlin - Wilhelm August Lampadius (1772–1842) | 60               | 4. Juni               | 29.780.000  | Detlef Glinski                   | 1537          |
|              | - Gaskandelaber in Berlin von Karl Friedrich Schinkel | 100              | 4. Juni               | 29.780.000  | Detlef Glinski                   | 1538          |
|              | Tierschutz, bedrohte Seevögel - Kampfläufer Philomachus pugnax | 60               | 4. Juni               | 32.000.000  | Joachim Rieß                     | 1539          |
|              | - Zwergseeschwalbe Sterna albifrons | 80               | 4. Juni               | 25.135.000  | Joachim Rieß                     | 1540          |
|              | - Ringelgans Branta bernicla | 100              | 4. Juni               | 31.310.000  | Joachim Rieß                     | 1541          |
|              | - Seeadler Haliaeetus albicilla | 140              | 4. Juni               | 21.660.000  | Joachim Rieß                     | 1542          |
|              | Briefmarkenblock – Europäische Luftpostausstellung Lilienthal '92 in Dresden Otto Lilienthal (1848–1896)                                                                           | 100+50           | 9. Juli               | 4.928.000   | Hans Detlefsen                   | Block 24 1543 |
|              | 40 Jahre Genfer Flüchtlingskonvention | 100              | 9. Juli               | 31.100.000  | Hans Günter Schmitz              | 1544          |
|              | Libellen - Plattbauch Libellula depressa | 50               | 9. Juli               | unbekannt   | Lothar Grünewald                 | 1545          |
|              | - Plattbauch Libellula depressa | 60               | 9. Juli               | 29.920.000  | Lothar Grünewald                 | 1546          |
|              | - Blutrote Heidelibelle Sympetrum sanguineum | 60               | 9. Juli               | 29.920.000  | Lothar Grünewald                 | 1547          |
|              | - Zweigestreifte Quelljungfer Cordulegaster boltonii | 60               | 9. Juli               | 29.920.000  | Lothar Grünewald                 | 1548          |
|              | - Grüne Mosaikjungfer Aeshna viridis | 60               | 9. Juli               | 29.920.000  | Lothar Grünewald                 | 1549          |
|              | - Blutrote Heidelibelle Sympetrum sanguineum | 70               | 9. Juli               | 21.210.000  | Lothar Grünewald                 | 1550          |
|              | - Zweigestreifte Quelljungfer Cordulegaster boltonii | 80               | 9. Juli               | 20.000.000  | Lothar Grünewald                 | 1551          |
|              | - Grüne Mosaikjungfer Aeshna viridis | 100              | 9. Juli               | 31.041.000  | Lothar Grünewald                 | 1552          |
|              | Internationale Funkausstellung Berlin (IFA) Symbole aus Rundfunk und Fernsehen | 100              | 9. Juli               | 31.080.000  | Antonia Graschberger             | 1553          |
|              | Verkehrssicherheit Szene aus dem Straßenverkehr | 100              | 9. Juli               | 30.930.000  | Ernst Kößlinger                  | 1554          |
|              | 150 Jahre Deutschlandlied August Heinrich Hoffmann von Fallersleben schrieb den Text dazu, hier vor der 3. Strophe                                                                 | 100              | 8. August             | 30.960.000  | Antonia Graschberger             | 1555          |
|              | 100. Geburtstag von Reinold von Thadden-Trieglaff | 100              | 8. August             | 31.120.000  | Gerd Aretz                       | 1556          |
|              | 100 Jahre Energieübertragung durch Drehstrom Wechselstromübertragung vom Neckarkraftwerk in Lauffen am Neckar nach Frankfurt am Main                                               | 170              | 8. August             | 30.890.000  | Paul Effert                      | 1557          |
|              | 275 Jahre Rhein-Ruhr-Hafen, heute Duisburg-Ruhrorter Häfen Hafen und stilisierte Schiffe                                                                                           | 100              | 12. September         | 31.220.000  | Heike Ullmann                    | 1558          |
|              | Briefmarkenblock – 200. Geburtstag von Theodor Körner (1791–1813) - Feder, Schwertgriff, Eichenblatt                                                                               | 60               | 12. September         | 18.085.000  | Ralf-Jürgen Lehmann              | Block 25 1559 |
|              | - Porträt Körners | 100              | 12. September         | 18.085.000  | Ralf-Jürgen Lehmann              | 1560          |
|              | 100. Geburtstag von Hans Albers (1891–1960) Porträt aus dem Film Der Sieger | 100              | 12. September         | 31.270.000  | Ursula Maria Kahrl               | 1561          |
|              | Wohlfahrtsmarken 1991: Historische Posthäuser in Deutschland - Postamt Bethel | 30+15            | 10. Oktober           | 6.988.000   | Karin Blume-Zander               | 1563          |
|              | - Poststation Büdingen | 60+30            | 10. Oktober           | 17.314.000  | Karin Blume-Zander               | 1564          |
|              | - Postamt Stralsund | 70+30            | 10. Oktober           | 9.485.000   | Karin Blume-Zander               | 1565          |
|              | - Postamt Lauscha | 80+35            | 10. Oktober           | 10.356.000  | Karin Blume-Zander               | 1566          |
|              | - Postamt Bonn | 100+50           | 10. Oktober           | 24.550.000  | Karin Blume-Zander               | 1567          |
|              | - Postamt Weilburg | 140+60           | 10. Oktober           | 6.331.000   | Karin Blume-Zander               | 1568          |
|              | 100. Geburtstag von Max Ernst (1891–1976) Gemälde Vogeldenkmal von Ernst; Gemeinschaftsausgabe mit Frankreich                                                                      | 100              | 10. Oktober           | 32.025.000  | Jean-Paul Veret-Lemarinier       | 1569          |
|              | Tag der Briefmarke - Briefträger mit Kahn im Spreewald | 100              | 10. Oktober           | 30.980.000  | Dorothea Fischer-Nosbisch        | 1570          |
|              | Briefmarkenblock – 200. Todestag von Wolfgang Amadeus Mozart (1756–1791) | 100              | 5. November           | 14.573.500  | Joachim Rieß                     | Block 26 1571 |
|              | 100. Geburtstag von Otto Dix (1891–1969) - Bild der Tänzerin Anita Berber | 60               | 5. November           | 26.032.500  | Lutz Lüders                      | 1572          |
|              | - Selbstbildnis im Profil nach rechts, 1922 | 100              | 5. November           | 32.000.000  | Lutz Lüders                      | 1573          |
|              | 100. Geburtstag von Julius Leber (1891–1945) | 100              | 5. November           | 32.075.000  | Antonia Graschberger             | 1574          |
|              | 100. Geburtstag von Nelly Sachs (1891–1970) | 100              | 5. November           | 31.035.000  | Günter Jacki                     | 1575          |
|              | Sorbische Sagen - „Geiger und Wassermann“ | 60               | 5. November           | 27.572.500  | Ursula Abramowski-Lautenschläger | 1576          |
|              | - „Mittagsfrau und Nochtenerin“ | 100              | 5. November           | 32.720.000  | Ursula Abramowski-Lautenschläger | 1577          |
|              | Weihnachtsmarke 1991, 500. Todestag von Martin Schongauer (1450–1491) Tafelbilder von Schongauer - Engel der Verkündigung                                                          | 60+30            | 5. November           | 8.051.000   | Herbert Stelzer                  | 1578          |
|              | - Maria | 70+30            | 5. November           | 5.681.000   | Herbert Stelzer                  | 1579          |
|              | - Maria im Rosenhag, Detail | 80+35            | 5. November           | 5.539.000   | Herbert Stelzer                  | 1580          |
|              | - Geburt Christi | 100+50           | 5. November           | 9.681.000   | Herbert Stelzer                  | 1581          |
| Dauermarken  | |                  |                       |             |                                  |               |
| Bild         | Beschreibung | Werte in Pfennig | Ausgabe- datum (1991) | Auflage     | Entwurf                          | MiNr.         |
|              | Dauermarkenserie: Frauen der deutschen Geschichte - Käthe Kollwitz | 30               | 8. Januar             | 290.436.000 | Gerd Aretz                       | 1488          |
|              | - Elisabet Boehm | 70               | 8. Januar             | 150.436.000 | Gerd Aretz                       | 1489          |
|              | - Sophie Scholl | 150              | 14. Februar           | 35.436.000  | Gerd Aretz                       | 1497          |
|              | - Bertha von Suttner | 200              | 14. Februar           | 438.220.000 | Gerd Aretz                       | 1498          |
|              | Dauermarkenserie: Sehenswürdigkeiten - Flughafen Frankfurt Main im Markenheftchen MH 27, selbstklebend                                                                             | 10               | 4. Juni               | 60.000.000  | Sibylle und Fritz Haase          | 1531          |
|              | - Bavaria, München im Markenheftchen MH 27, selbstklebend | 60               | 4. Juni               | 60.000.000  | Sibylle und Fritz Haase          | 1532          |
|              | - Hauptportal der Zeche Zollern II Dortmund im Markenheftchen MH 27, selbstklebend                                                                                                 | 80               | 4. Juni               | 60.000.000  | Sibylle und Fritz Haase          | 1533          |
|              | - Gnadenkapelle (Altötting) im Markenheftchen MH 27, selbstklebend | 100              | 4. Juni               | 60.000.000  | Sibylle und Fritz Haase          | 1534          |
|              | - Russische Kirche Wiesbaden | 170              | 4. Juni               | 158.460.000 | Sibylle und Fritz Haase          | 1535          |
|              | - Semperoper, Dresden | 400              | 10. Oktober           | 239.430.000 | Sibylle und Fritz Haase          | 1562          |

| Weltgaskongress in Berlin Zusammendruck 1537 und 1538 mit Zierfeld |